# Plesiopelma imperatrix
Plesiopelma imperatrix é uma espécie de aranha pertencente à família Theraphosidae (tarântulas).